# 古釜布川
古釜布川（日语：／）或谢列布良卡河（俄語：Река Серебрянка）是国后岛的河，注入古釜布沼（银湖）又流出，长14公里，流域面积47.8平方公里，注入古釜布湾（南库里尔斯克湾）。

## 引用
1. ↑  М·Г·瓦西科夫斯基. . 列宁格勒: 气象出版社. 1973 （俄语）.
2. ↑  . Verumwiki.   [2024-02-13]. （原始内容存档于2024-01-04） （俄语）.